# Michael McKay
Michael Hugh McKay (ur. 17 maja 1964) – jamajski kolarz szosowy, uczestnik letnich igrzysk olimpijskich.
McKay reprezentował Jamajkę na letnich igrzyskach olimpijskich podczas igrzysk 1992 w Barcelonie. Wystartował w wyścigu indywidualnym ze startu wspólnego, którego nie ukończył.